# Autoradiografie

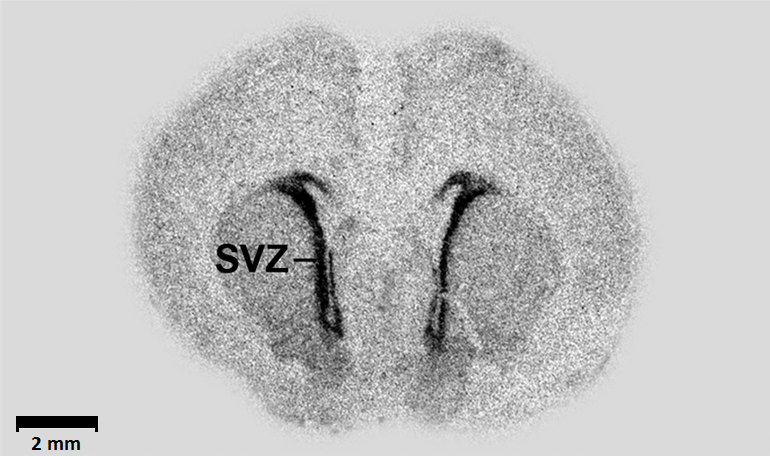
Autoradiografische opname van de hersenen van een embryonale rat. De bindende marker GAD67 (een enzym) komt sterk tot uitdrukking in de subventriculaire zone.

Autoradiografie is een beeldvormingstechniek waarin men een radioactieve stof gebruikt om een onderzoeksmonster te labelen. Het voorvoegsel auto- geeft aan dat de radioactieve stof zich binnen het monster bevindt, in tegenstelling tot historadiografie of microradiografie, waarbij het monster gelabeld wordt met behulp van een externe bron. Autoradiografie wordt toegepast in uiteenlopende gebieden, in geneeskunde, milieuwetenschappen en industrie. Ook binnen de biochemie is het een veelvoorkomende techniek, bijvoorbeeld bij het zichtbaar maken van liganden, DNA- of RNA-moleculen en eiwitten die gelabeld zijn met radio-isotopen.
Sommige autoradiogrammen kunnen microscopisch worden onderzocht op lokalisatie van cellen of celcomponenten (zichtbaar als zilveren korrels); dit wordt micro-autoradiografie genoemd. Micro-autoradiografie werd bijvoorbeeld gebruikt om te onderzoeken of atrazine, een onkruidverdelgingsmiddel, gemetaboliseerd werd door hauwmossen of door epifytische micro-organismen die zich op deze mossen bevonden.